# مطار نانجينغ الدولي
مطار نانجينغ الدولي (بالإنجليزية: Nanjing Lukou International Airport) (إياتا: NKG، إيكاو: ZSNJ) يقع في مدينة نانجينغ في جمهورية الصين الشعبية. صنف مطار نانجينغ الدولي في المرتبة الثالثة عشر في الصين من حيث عدد الركاب عام 2011 وفقًا لإدارة الطيران المدني في الصين، حيث تعامل مع 13,074,097 راكب، وبلغ إجمالي حركة الطائرات (القادمة والمغادرة) 120,534 طائرة وقد بلغت كمية البضائع المنقولة عبر المطار 246,572 طن.

## شركات الطيران والوجهات

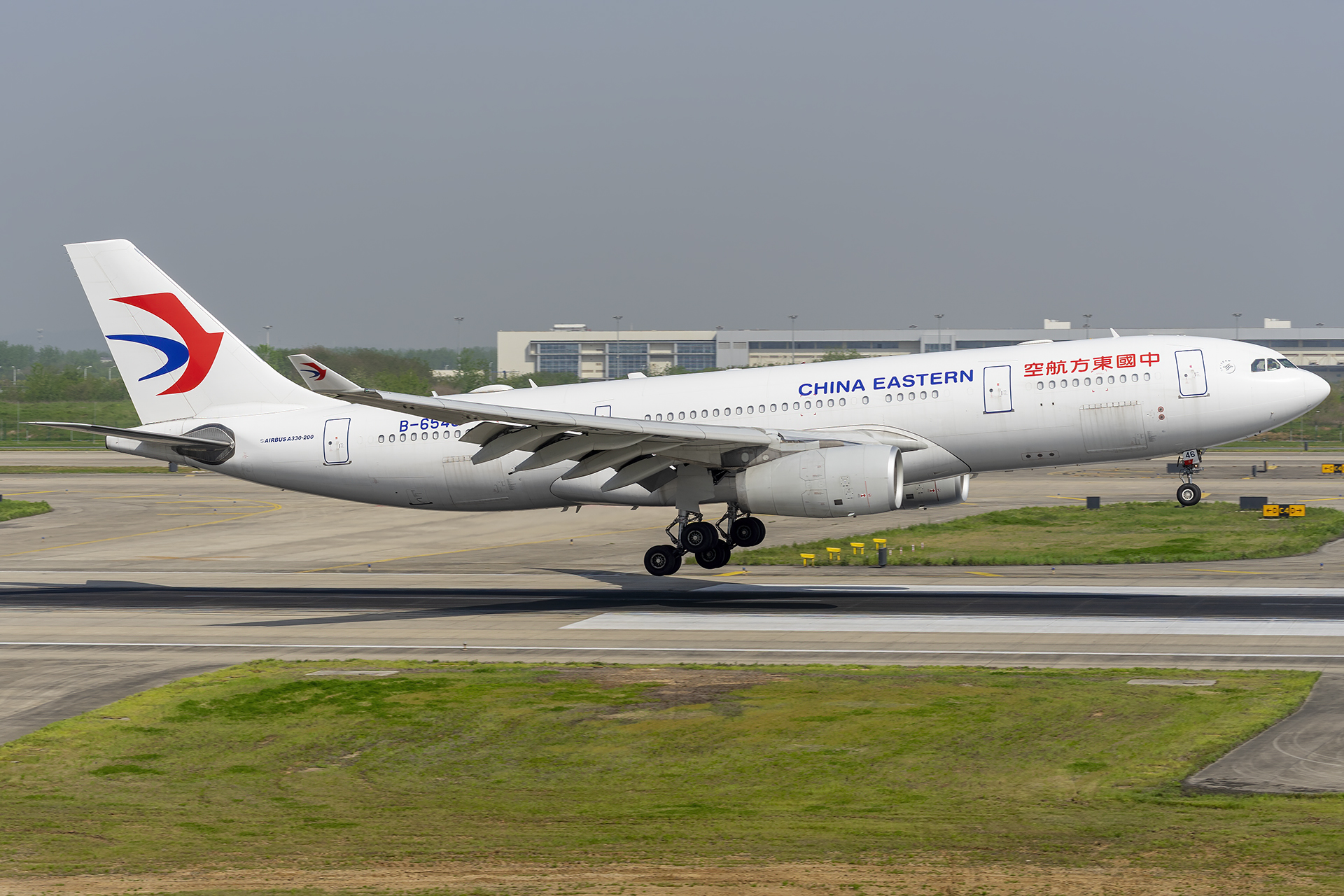
خطوط شرق الصين الجوية إيرباص إيه 330 landing on Runway 07 of NKG

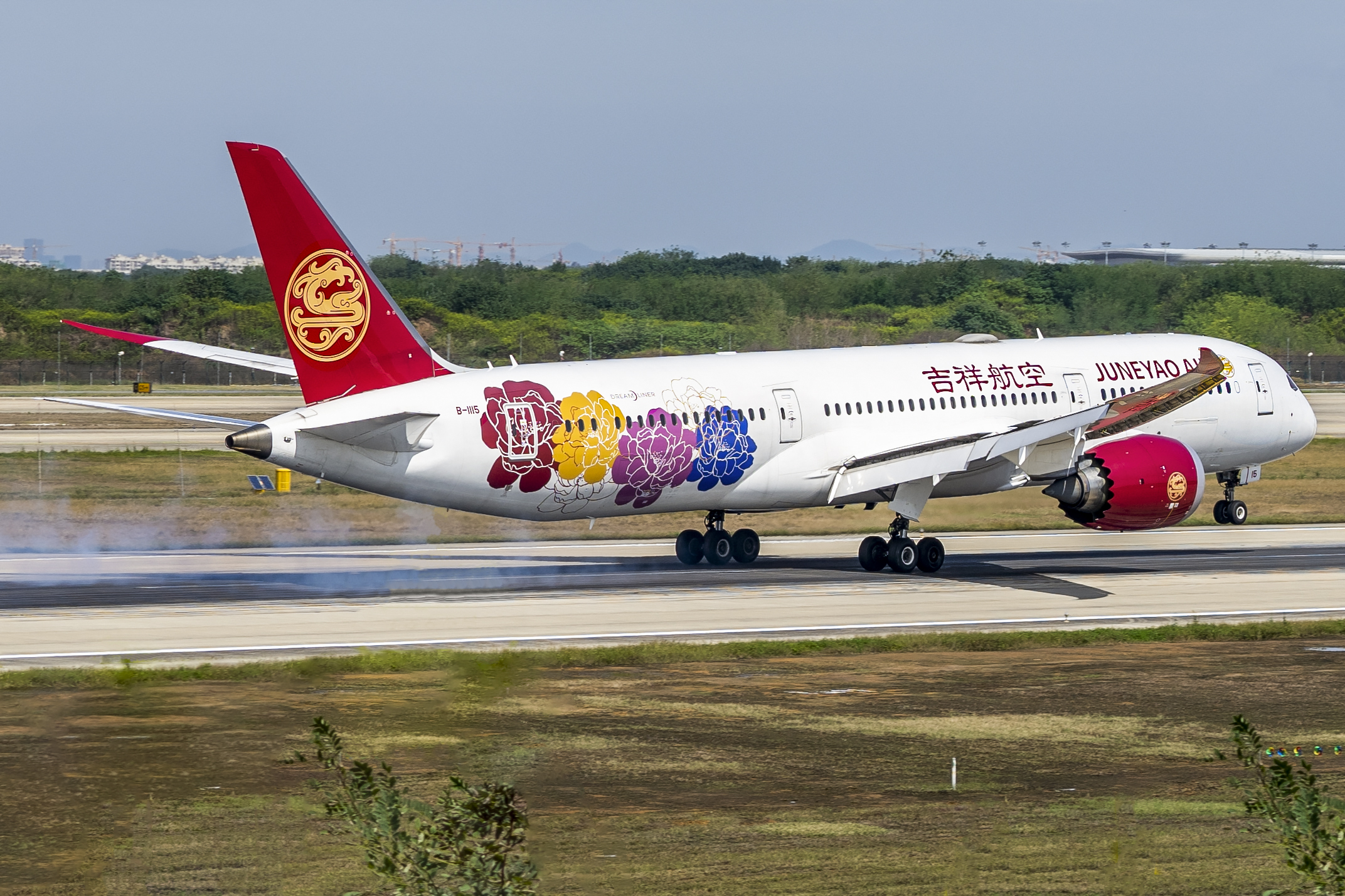
خطوط جونياو الجوية بوينغ 787 in "Chinese Peony (梦旅生花)" special colours operating the مطار كانساي الدولي to Nanjing route landing on runway 07 of NKG

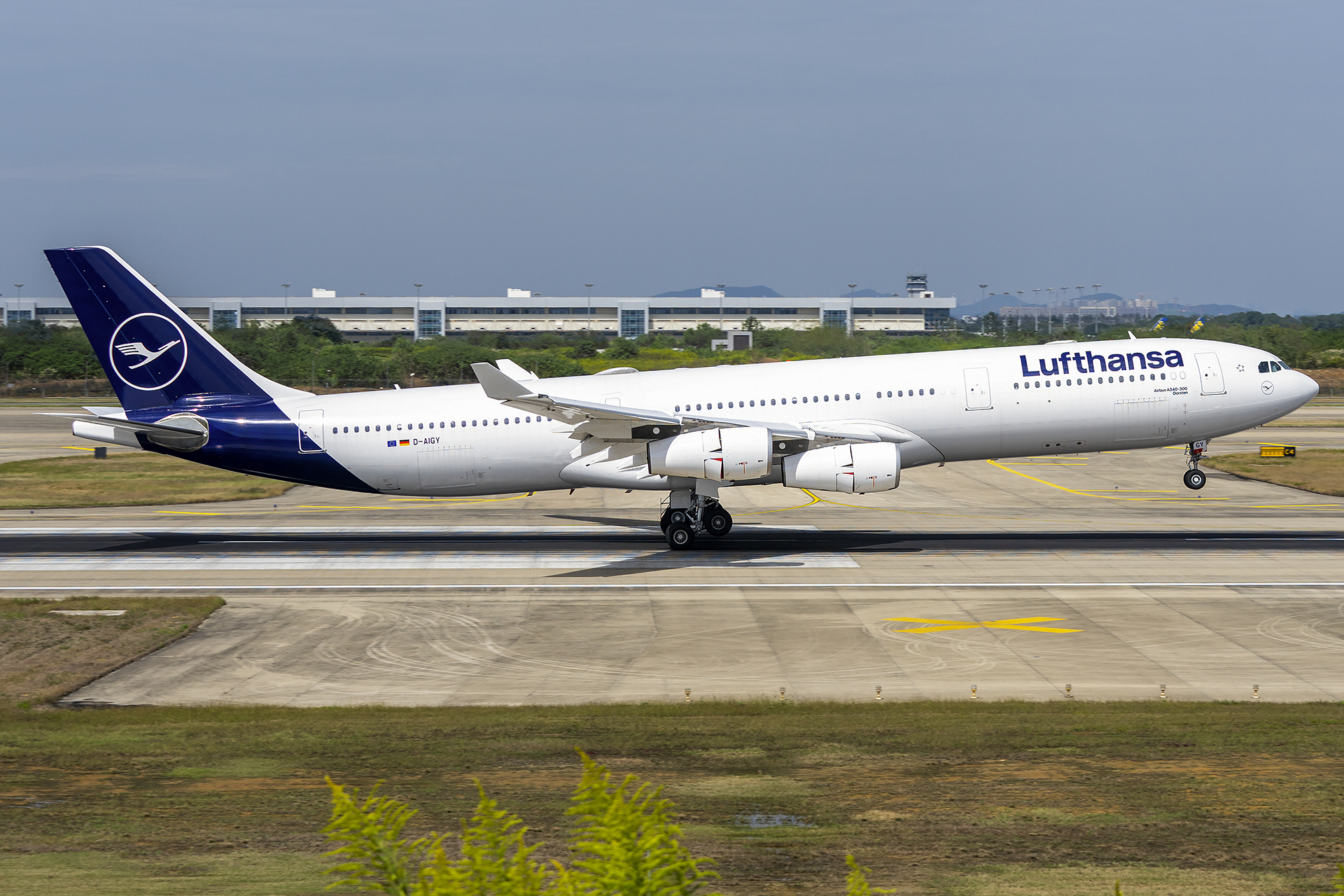
Lufthansa إيرباص إيه 340 landing on runway 07 of NKG

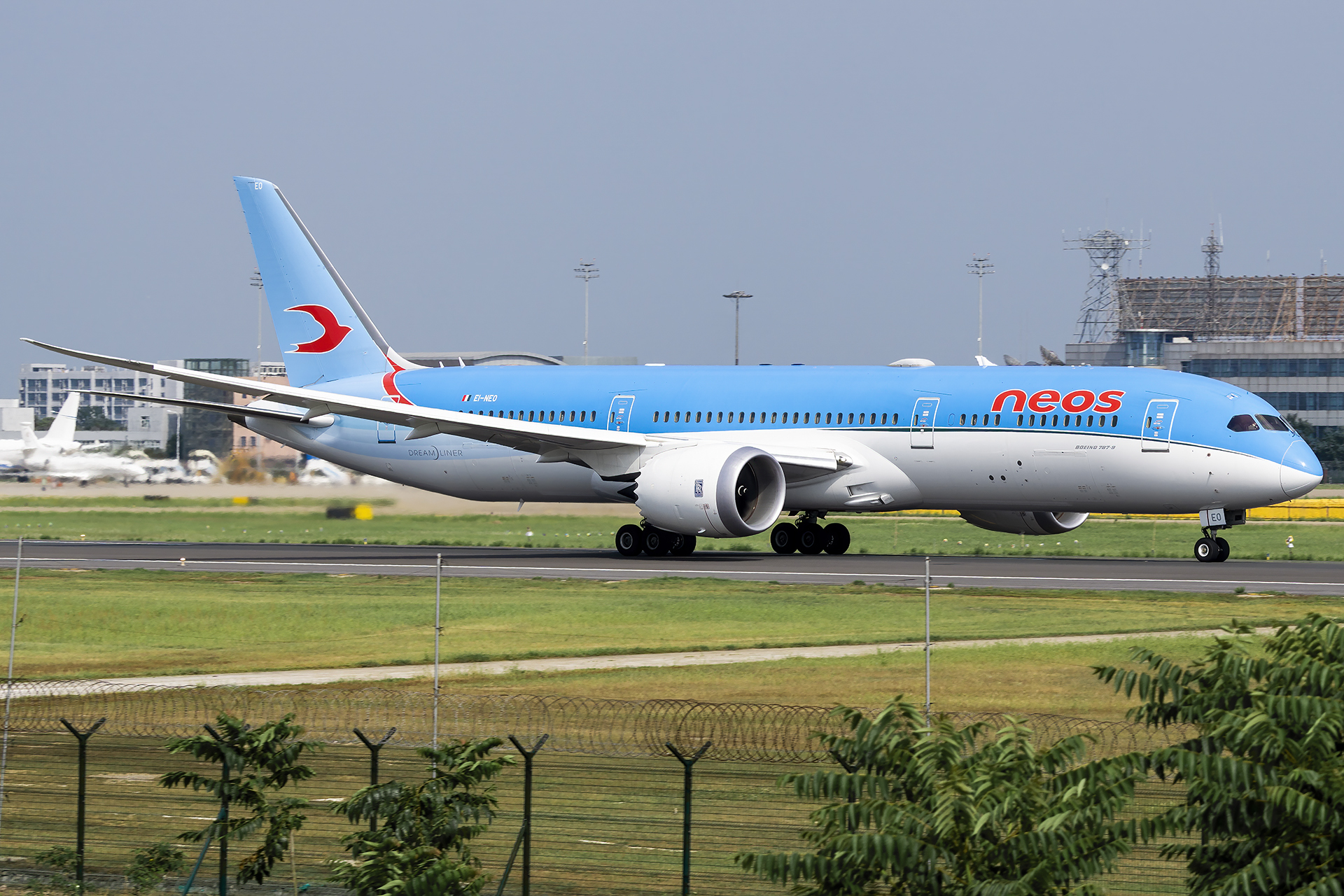
طائرة بوينغ 787 تابعة ل نيوس في المطار

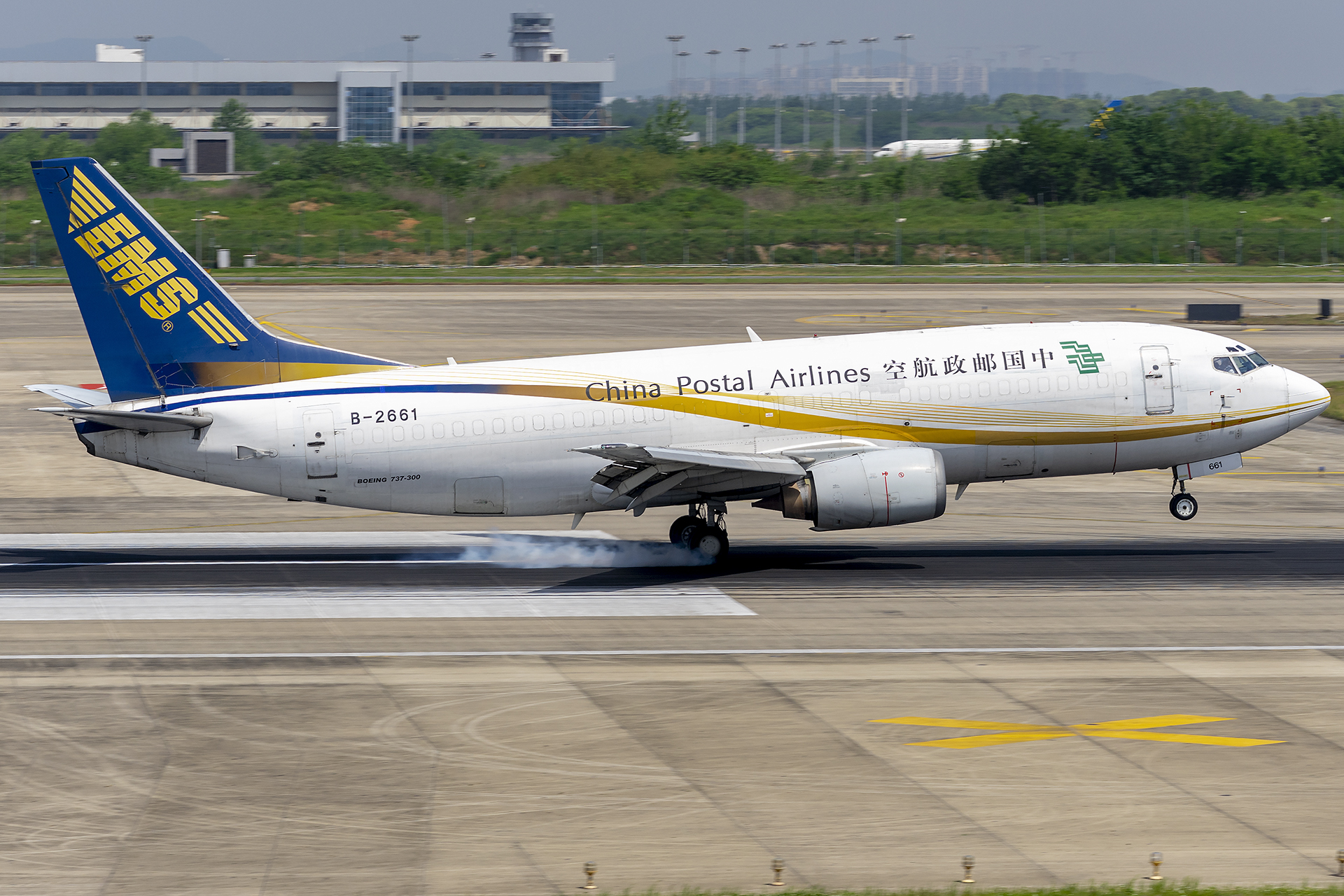
الخطوط الجوية الصينية للبريد بوينغ 737 كلاسيك landing on runway 07 of NKG

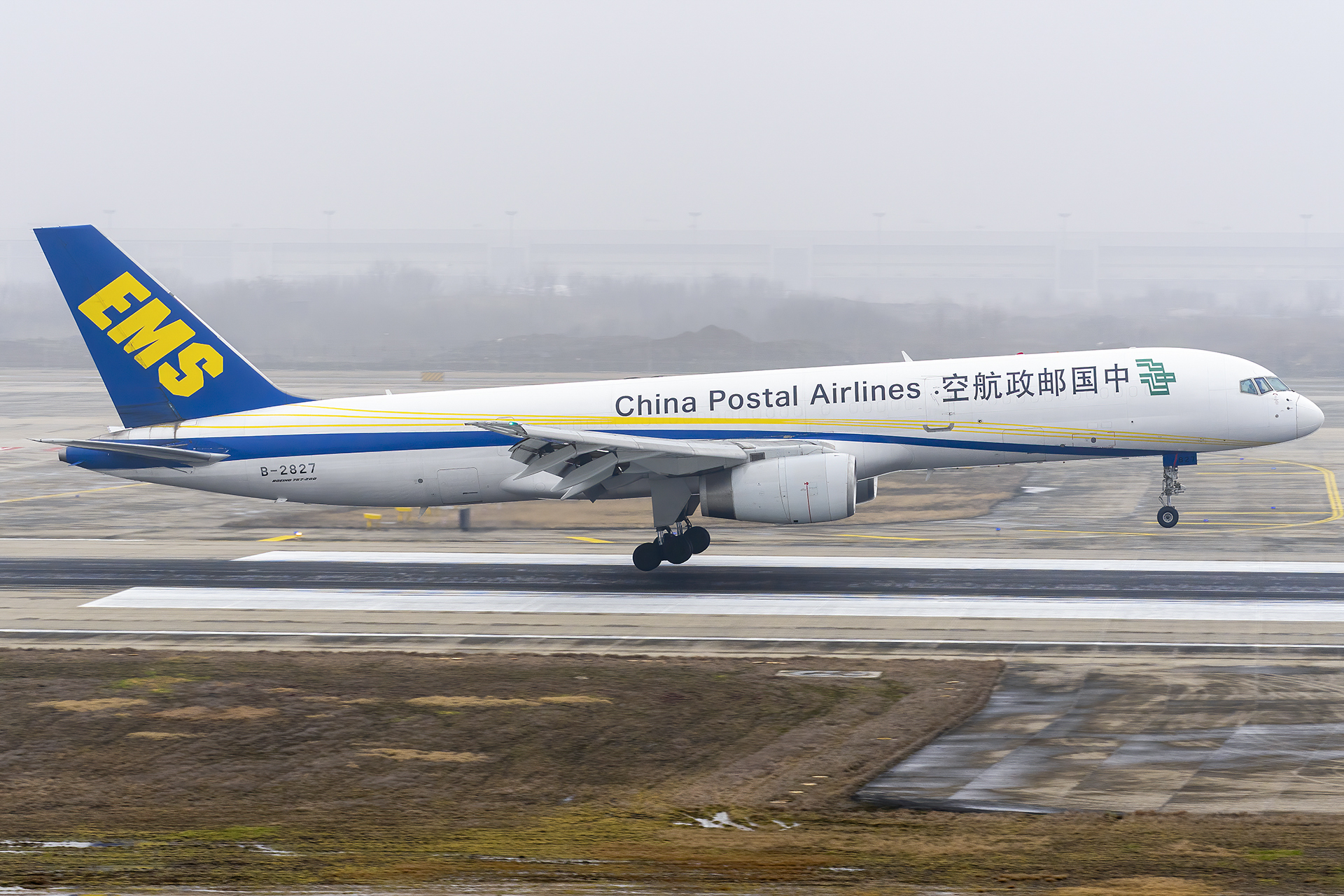
الخطوط الجوية الصينية للبريد بوينغ 757 landing on runway 07 of NKG

### الركاب
| شركـات طيـران             | الوجهات |
| ------------------------- | --- |
| 9 Air                     | مطار تشانغتشون الدولي، مطار قوانغتشو باييون الدولي، مطار قوييانغ لونغدونغابو الدولي، مطار هايكو ميلان الدولي، مطار هاربين الدولي، مطار تونغرين فينغوانغ |
| Air Chang'an              | مطار شيان شيانيانغ الدولي |
| طيران الصين               | مطار بكين العاصمة الدولي، مطار بكين داشينغ الدولي، مطار تشنغدو شوانغليو الدولي، مطار جينغديو الجديد، مطار تشونغتشينغ جيانغبى الدولي |
| طيران ماكاو               | مطار ماكاو الدولي |
| Air Travel ‏               | مطار تشانغشا هوانغوا الدولي، مطار هوهوت بايتا الدولي، مطار كونمينغ جانغشوي الدولي، مطار ليبو، مطار ليوبانشوي يويزهاو، مطار شينينغ الدولي |
| خطوط آسيانا الجوية        | مطار إنتشون الدولي |
| خطوط العاصمة بكين الجوية  | مطار سوفارنابومي الدولي، مطار تشونغتشينغ جيانغبى الدولي، مطار إينشي شوجيابينغ، مطار قويلين يانغ جيانغ الدولي، مطار هايكو ميلان الدولي، مطار هوهوت بايتا الدولي، مطار كونمينغ جانغشوي الدولي، مطار ساني ليجيانغ، مطار ديهونغ مانغشي، مطار ميانيانغ نانيجو، مطار سانيا فينيكس الدولية، مطار شياوغويان غويتو، مطار شيان شيانيانغ الدولي، مطار شيشوانغباننا غاسا |
| كاثي باسيفيك              | مطار هونغ كونغ الدولي |
| Chengdu Airlines          | مطار تشونغتشينغ جيانغبى الدولي، مطار قوييانغ لونغدونغابو الدولي، مطار نانينغ الدولي |
| خطوط شرق الصين الجوية     | مطار باوتو يرليبان، مطار بكين داشينغ الدولي، مطار تشانغتشون الدولي، مطار تشانغشا هوانغوا الدولي، مطار جينغديو الجديد، مطار تشونغتشينغ جيانغبى الدولي، مطار دالي، مطار داليان الدولي، مطار داتشينغ سارتو، مطار داتونغ يونغانغ، مطار دونهوانغ، مطار فوتشو تشانغله الدولي، مطار قوانغتشو باييون الدولي، مطار قويلين يانغ جيانغ الدولي، مطار قوييانغ لونغدونغابو الدولي، مطار هاندان، مطار هاربين الدولي، مطار هوهوت بايتا الدولي، مطار هونغ كونغ الدولي، مطار جيايوغان، مطار جييانغ شاوشان، مطار جينغقانغشان، مطار كاوهسيونغ الدولي، مطار كونمينغ جانغشوي الدولي، مطار لانتشو تشونغ تشوان، مطار ساني ليجيانغ، مطار يوتشو بيلين، مطار لوئهو يونلونغ، مطار ماكاو الدولي، مطار ميانيانغ نانيجو، مطار مودانجيانغ هايلانغ، مطار نانينغ الدولي، مطار اوردوس إيجين هورو، Phuket، مطار غينغادو جياودونغ الدولي، مطار سانيا فينيكس الدولية، مطار إنتشون الدولي، مطار شانغهاي بودنغ الدولي (تبدأ في 18 يوليو 2023)، مطار شنيانغ الدولي، مطار شينزين باوان الدولي، مطار سيدني (تستأنف 18 يوليو 2023)، مطار تايوان تاويوان الدولي، مطار تاييوان وسو الدولي، مطار ناريتا الدولي، مطار أورومتشي الدولي، مطار يهاي داسهويبو، مطار شيامن قاوتشي الدولي، مطار شيان شيانيانغ الدولي، مطار شينينغ الدولي، مطار شيشوانغباننا غاسا، Yan'an، مطار ينتشوان خه دونغ، مطار ينينغ، مطار خه هوا تشانغجياجيه، Zhanjiang، مطار تشنغتشو الدولي، مطار تشوهاى سانزو، مطار زوني شينزهو |
| طيران الصين اكسبرس        | مطار تيانشوي ماجيشهان، مطار شيان شيانيانغ الدولي |
| خطوط جنوب الصين الجوية    | مطار تشانغتشون الدولي، مطار تشانغشا هوانغوا الدولي، مطار داليان الدولي، مطار داتشينغ سارتو، مطار قوانغتشو باييون الدولي، مطار قويلين يانغ جيانغ الدولي، مطار قوييانغ لونغدونغابو الدولي، مطار هايكو ميلان الدولي، مطار هاربين الدولي، مطار هوهوت بايتا الدولي، مطار جييانغ شاوشان، مطار سانيا فينيكس الدولية، مطار شنيانغ الدولي، مطار شينزين باوان الدولي، مطار أورومتشي الدولي، مطار ينينغ، مطار تشوهاى سانزو |
| China United Airlines     | مطار اوردوس إيجين هورو |
| Chongqing Airlines        | مطار تشونغتشينغ جيانغبى الدولي، مطار بانزهيوها باوأنينغ |
| Colorful Guizhou Airlines | مطار شينغي |
| Donghai Airlines          | مطار جينغديو الجديد، مطار شينزين باوان الدولي، مطار تشوهاى سانزو |
| فين إير                   | مطار هلسنكي فانتا |
| Fuzhou Airlines           | مطار فوتشو تشانغله الدولي، مطار هايكو ميلان الدولي، مطار سانمينغ شياتشيان |
| خطوط هاينان الجوية        | مطار تشونغتشينغ جيانغبى الدولي، مطار قوانغتشو باييون الدولي، مطار هايكو ميلان الدولي، مطار هوهوت بايتا الدولي، مطار غينهوانغادو بيداهي، مطار سانيا فينيكس الدولية، مطار شينزين باوان الدولي، مطار تاييوان وسو الدولي، مطار أورومتشي الدولي، مطار شيان شيانيانغ الدولي |
| Hebei Airlines            | مطار فوتشو تشانغله الدولي، مطار شيجياتشوانغ تشنغدينغ الدولي، مطار شيامن قاوتشي الدولي |
| خطوط هونغ كونغ الجوية     | مطار هونغ كونغ الدولي |
| I-Fly                     | مطار فنوكوفو الدولي، مطار بولكوفو (أوقفت جميعها) |
| Jiangxi Air               | مطار جينغدتشن جيا، مطار نانتشانغ تشانغبى الدولي، مطار تاييوان وسو الدولي |
| خطوط جونياو الجوية        | مطار آنشان تينغاو، مطار دون موينغ، Bazhong، مطار بيجي فيشونغ، مطار تشانغتشون الدولي، مطار تشانغشا هوانغوا الدولي، مطار جينغديو الجديد، Chenzhou، مطار تشيفنغ يولونغ، مطار تشونغتشينغ جيانغبى الدولي، مطار داليان الدولي، مطار قانتشو هوانتشين، مطار قويلين يانغ جيانغ الدولي، مطار قوييانغ لونغدونغابو الدولي، مطار هاربين الدولي، مطار هينغيانغ نانيوي، مطار هونغ كونغ الدولي، مطار هويزهو، مطار جيجو الدولي، مطار كونمينغ جانغشوي الدولي، مطار لانتشو تشونغ تشوان، مطار ساني ليجيانغ، مطار لينفين غيوالي، مطار يوتشو بيلين، مطار لوليانغ، مطار لوئهو يونلونغ، مطار نانينغ الدولي، مطار كانساي الدولي، Phuket، مطار غينغادو جياودونغ الدولي، مطار جينجيانغ تشيوانتشو، مطار إنتشون الدولي، مطار شنيانغ الدولي، مطار تاييوان وسو الدولي، مطار شيامن قاوتشي الدولي، مطار شيان شيانيانغ الدولي، مطار وتايشهان، مطار يبين واليانجي، مطار ينتشوان خه دونغ، Yingkou، مطار يولين يو يانغ، مطار خه هوا تشانغجياجيه، Zhanjiang |
| كوريا للطيران             | مطار إنتشون الدولي |
| Kunming Airlines          | مطار كونمينغ جانغشوي الدولي، مطار شانغينغ ليوجي، مطار شيشوانغباننا غاسا، مطار رينهواي ماوتاي |
| ليون إير                  | عارض: مطار سام راتولانجي الدولي ‏ |
| طيران لونج                | مطار تشانغتشون الدولي، مطار شينينغ الدولي، مطار شيشوانغباننا غاسا |
| خطوط لاكي الجوية          | مطار قانتشو هوانتشين، مطار كونمينغ جانغشوي الدولي |
| خطوط ماندارين الجوية      | مطار تايوان تاويوان الدولي |
| Neos                      | مطار مالبينسا |
| خطوط طيران أوكاي          | مطار تشانغشا هوانغوا الدولي، مطار قويلين يانغ جيانغ الدولي، مطار كونمينغ جانغشوي الدولي |
| Qingdao Airlines          | مطار اكسو، مطار تشانغتشون الدولي، مطار هايكو ميلان الدولي، مطار كورلا، مطار لانتشو تشونغ تشوان، مطار شينينغ الدولي، مطار ينتشوان خه دونغ |
| Royal Air Philippines     | عارض: مطار نينوي أكوينو الدولي |
| سكوت للطيران              | مطار شانغي سنغافورة |
| خطوط شاندونغ الجوية       | مطار تشونغتشينغ جيانغبى الدولي، مطار قويلين يانغ جيانغ الدولي، مطار قوييانغ لونغدونغابو الدولي، مطار هوهوت بايتا الدولي، مطار جياموسي دونغاجياو، مطار كونمينغ جانغشوي الدولي، مطار غينغادو جياودونغ الدولي، مطار أورومتشي الدولي، مطار شيامن قاوتشي الدولي، مطار يانتاي جاوشوي الدولي |
| خطوط شانغهاي الجوية       | مطار تشانغتشون الدولي، مطار جييانغ شاوشان |
| خطوط شينزين الجوية        | مطار تشانغتشون الدولي، مطار تشنغدو شوانغليو الدولي، مطار تشونغتشينغ جيانغبى الدولي، مطار قوانغتشو باييون الدولي، مطار هايكو ميلان الدولي، مطار هاربين الدولي، مطار هويزهو، مطار ساني ليجيانغ، مطار ماكاو الدولي، مطار نانينغ الدولي، مطار جينجيانغ تشيوانتشو، مطار شنيانغ الدولي، مطار شينزين باوان الدولي، مطار تاييوان وسو الدولي، مطار وانتشو وتشياو، مطار يانتاي جاوشوي الدولي، مطار يشهون مينغيويشان، مطار ينتشوان خه دونغ، مطار يونتشنغ قوانقونغ، Zhanjiang، مطار تشوهاى سانزو |
| خطوط سيتشوان الجوية       | مطار تشنغدو شوانغليو الدولي، مطار جينغديو الجديد، مطار تشونغتشينغ جيانغبى الدولي، مطار هاربين الدولي، مطار كونمينغ جانغشوي الدولي، مطار لونغيان غوانزهيشان، مطار ميانيانغ نانيجو، مطار وانتشو وتشياو، مطار شيتشانغ تشينغشان، مطار شيشوانغباننا غاسا، مطار خه هوا تشانغجياجيه |
| سبرينغ (شركة طيران)       | مطار داليان الدولي، مطار جييانغ شاوشان، مطار لانتشو تشونغ تشوان، مطار شنيانغ الدولي، مطار شينزين باوان الدولي، مطار يهاي داسهويبو |
| Spring Airlines Japan     | مطار ناريتا الدولي |
| خطوط سريويجايا الجوية     | عارض: مطار نغوراه راي الدولي |
| طيران آسيا (تايلاند)      | مطار دون موينغ |
| Thai Lion Air             | مطار دون موينغ |
| Thai VietJet Air          | مطار سوفارنابومي الدولي |
| خطوط تيانجين الجوية       | مطار قوييانغ لونغدونغابو الدولي، مطار هايكو ميلان الدولي، مطار شيان شيانيانغ الدولي |
| طيران التبت               | مطار غوانغيون بانلونغ، مطار لاسا الدولي، مطار شينينغ الدولي |
| Uni Air                   | مطار تايوان تاويوان الدولي |
| أورومتشي للطيران          | مطار لانتشو تشونغ تشوان، مطار أورومتشي الدولي |
| West Air ‏                 | مطار تشونغتشينغ جيانغبى الدولي، مطار قوييانغ لونغدونغابو الدولي، مطار شينزين باوان الدولي |
| خطوط زيامن الجوية         | مطار تشانغشا هوانغوا الدولي، مطار داليان الدولي، مطار فوتشو تشانغله الدولي، مطار هاربين الدولي، مطار لانتشو تشونغ تشوان، مطار جينجيانغ تشيوانتشو، مطار شنيانغ الدولي، مطار تاييوان وسو الدولي، مطار شيامن قاوتشي الدولي، مطار يونتشنغ قوانقونغ |

### الشحن
| شركـات طيـران                | الوجهات |
| ---------------------------- | --- |
| طيران الصين للشحن الجوي      | مطار بكين العاصمة الدولي، مطار تشنغدو شوانغليو الدولي، مطار قوانغتشو باييون الدولي، مطار شنيانغ الدولي |
| الخطوط الجوية الصينية        | مطار تايوان تاويوان الدولي |
| الخطوط الجوية الصينية للبريد | مطار تشانغشا هوانغوا الدولي، مطار فوتشو تشانغله الدولي، مطار هايكو ميلان الدولي، مطار جينان الدولي، مطار كونمينغ جانغشوي الدولي، مطار لانتشو تشونغ تشوان، مطار نانتشانغ تشانغبى الدولي، مطار كانساي الدولي، مطار غينغادو جياودونغ الدولي، مطار شينزين باوان الدولي، مطار شيجياتشوانغ تشنغدينغ الدولي، مطار تاييوان وسو الدولي، مطار تيانجين الدولي، مطار ناريتا الدولي، مطار شيامن قاوتشي الدولي، مطار شيان شيانيانغ الدولي، مطار ووهان الدولي، مطار تشنغتشو الدولي |
| خطوط أس أف الجوية            | مطار شينزين باوان الدولي، مطار تايوان تاويوان الدولي |
| خطوط سوبارنا الجوية          | مطار سخيبول أمستردام، مطار تيد ستيفنز أنكوراج الدولي، مطار أوهير الدولي |